# Cerianthus malakhovi
Espèce
Cerianthus malakhovi est une espèce de cnidaires anthozoaires de la famille des Cerianthidae.

## Systématique
Le nom valide complet (avec auteur) de ce taxon est Cerianthus malakhovi Molodtsova, 2001.

## Publication originale
- (en) T.N. Molodtsova, 2001, « Cerianthids (Anthozoa, Cnidaria) of the region of Bengual upwelling II. Cerianthus malakhovi n.sp. and composition of the genus Cerianthus », Zoologicheskii Zhurnal, vol. 80, n. 8, p. 909-920.